# Ion Marica
Pas d'image ? Cliquez ici

a Compétitions nationales et continentales officielles uniquement.

b Matchs officiels uniquement.
Ion Marica, né le 28 août 1948 à Pitești,  est un ancien joueur de rugby à XV roumain qui évoluait au poste de centre.

## Palmarès

### RCJ Farul Constanța
- Champion de Roumanie en 1975